# Pastor-dos-pirenéus-de-pelo-curto
Pastor-dos-pirenéus-de-pelo-curto[a][b] (em francês:  Berger des Pyrénées à face rase) é uma raça canina europeia proveniente da França. Estes caninos diferem do seu parente mais próximo, o pastor-dos-pirenéus-de-pelo-longo, por terem o corpo um pouco menor e a pelagem curta na face. É um canino resistente, que suporta satisfatoriamente as mudanças climáticas. É um animal descrito como de personalidade corajosa, inteligente, afetiva e amorosa. Seus exemplares são usados para o pastoreio, a guarda e também como animais de companhia. Fisicamente podem atingir os 56 cm e pesarem até 15 kg. Entre as principais características físicas deste pastor está o fato de ser um dos mais leves para a função de pastoreio.